# Wayne Hussey
Wayne Hussey, pseudonimo di Jerry Wayne Lovelock (Bristol, 26 maggio 1958), è un cantante e chitarrista britannico.

## Biografia
È leader del gruppo rock The Mission. In precedenza Hussey aveva militato nei Dead or Alive e nei The Sisters of Mercy, componendo gran parte delle musiche per il primo album di questi ultimi: First and Last and Always del 1985.
In seguito a disaccordi con il cantante dei Sisters, Andrew Eldritch, Wayne Hussey lascia la band e si porta con sé il bassista Craig Adams. I due, con l'aggiunta del batterista Mick Brown e del chitarrista Simon Hinkler, danno così vita ai Mission.
Il primo album dei Mission, God's Own Medicine, vede la luce nel 1986: da quel punto in poi la carriera dei Mission, conclusasi ufficialmente con il "Farewell Tour" del 2008, proseguirà fra alti e bassi (Children del 1988 rimane ad oggi il loro album di maggior successo) con continui cambi di formazione. Wayne, comunque, non ha affatto abbandonato le scene riproponendo occasionalmente in tour, da solo con la sua chitarra, il repertorio della band in versione acustica. Dal 2008, invece, proseguono i tour celebrativi con i membri rientrati nella band. 
Nel 2019 ha pubblicato per Omnibus Press la prima parte della sua autobiografia, Salad Daze, che copre il periodo dalla sua infanzia fino all'uscita dai The Sisters Of Mercy.